# Erik Jirka
Erik Jirka (Trnava, 19 de septiembre de 1997) es un futbolista eslovaco. Juega como centrocampista y su equipo es el Piast Gliwice de la Ekstraklasa.

## Trayectoria
Originario de Trnava, se formó en las categorías inferiores del Spartak Trnava, donde estuvo hasta 2019 que le fichó el Estrella Roja. Ese mismo año fue cedido al FK Radnički Niš. En enero de 2020 fue cedido al Górnik Zabrze y en verano de ese mismo año se marchó cedido al Club Deportivo Mirandés. En julio de 2021 se acabó desvinculando del Estrella Roja y siguió jugando en España tras firmar por dos años, más un tercero opcional, con el Real Oviedo. Finalmente solo estuvo una de ellas, acordando con el club la rescisión de su contrato en agosto de 2022 para marcharse al F. C. Viktoria Plzeň. Allí permaneció dos años y medio, en los que marcó once goles, y a finales de 2024 regresó a Polonia para jugar en el Piast Gliwice.

## Selección nacional
El 1 de junio de 2021 debutó con la selección de Eslovaquia en un amisto ante Bulgaria que finalizó en empate a uno.

## Clubes
Actualizado a 11 de agosto de 2022.
| Club                        | País            | Año       |
| --------------------------- | --------------- | --------- |
| F. C. Spartak Trnava        | Eslovaquia      | 2016-2019 |
| Estrella Roja               | Serbia          | 2019-2021 |
| F. K. Radnički Niš (cedido) | Serbia          | 2019      |
| Górnik Zabrze (cedido)      | Polonia         | 2020      |
| C. D. Mirandés (cedido)     | España          | 2020-2021 |
| Real Oviedo                 | España          | 2021-2022 |
| F. C. Viktoria Plzeň        | República Checa | 2022-2024 |
| Piast Gliwice               | Polonia         | 2025-     |

## Palmarés

### Títulos nacionales
| Título                  | Club                 | País       | Año  |
| ----------------------- | -------------------- | ---------- | ---- |
| Superliga de Eslovaquia | F. C. Spartak Trnava | Eslovaquia | 2018 |
| Superliga de Serbia     | Estrella Roja        | Serbia     | 2019 |